# مطثية تونسية
مِطَثِّيَّة تُونِسِيّة (الاسم العلمي:Clostridium tunisiense) هي نوع من الجراثيم يتبع جنس المطثية من الفصيلة المطثاوية. وهي جرثومة مُبَوِّغَة (أي مولّدة للأبواغ) لاهوائية حالة للبروتين، غير حالة للسكر، مختزلة للكبريت، تظهر على شكل قضبان منحنية قليلا، يبلغ طولها من 3 إلى 5 مم وعرضها حوالي 0,5 مم، تم عزلها لأول مرة في وحل مياه صرف صحي لمعصرة زيتون ذي مستوى عالٍ من التلوث العضوي في تونس عام 2004.